# 1er régiment de dragons

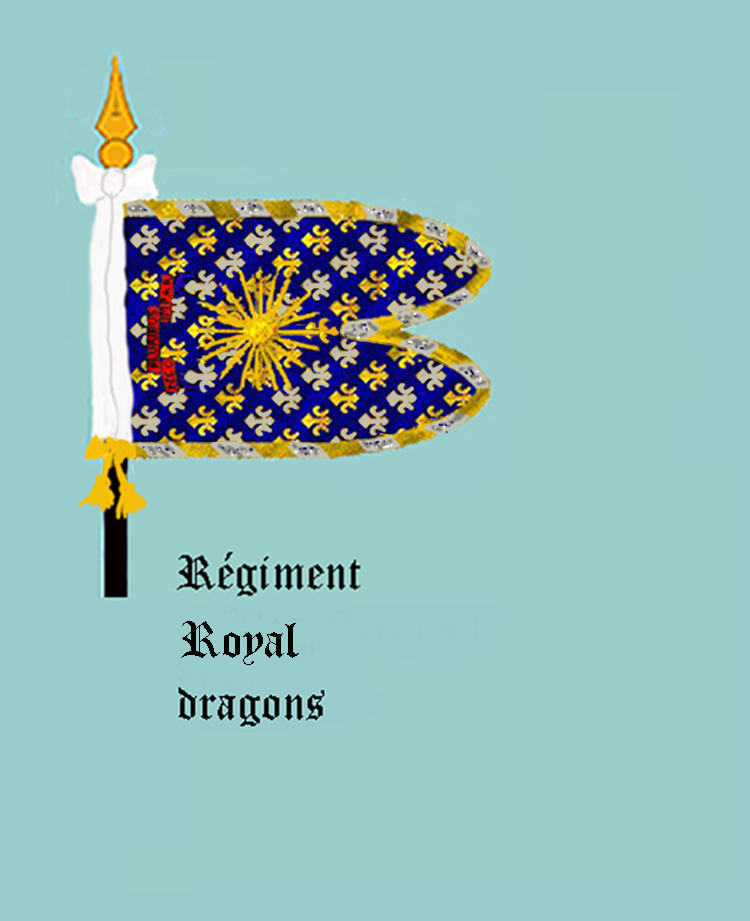
Guidon

Das Régiment Royal dragons – zuletzt 1er régiment de dragons war ein Kavallerieregiment, das im Königreich Frankreich 1656 aufgestellt wurde. Es hatte Bestand bis 1997, zuletzt als Panzerregiment.

## Aufstellung und signifikante Änderungen
- 14. Juni 1656: Das entlassene deutsche Reiterregiment von Graf Raimondo Montecuccoli trat mit vier Kompanien unter seinem Mestre de camp Comte Cesar degli Oggi in französische Dienste. Das Regiment erhielt den Namen Dragons étrangers du Roi (etwa:„Ausländische Dragoner des Königs“)
- 2. April 1668: Umbenennung in Régiment Royal dragons und Abgabe des halben Regiments zur Aufstellung des Régiment Colonel-Général dragons
- 1678: Das aufgelöste „Régiment de Languedoc-dragons“ wurde eingegliedert.
- 1. Januar 1791: Umbenennung in1er régiment de dragons
- 18. Juni 1811: Umwandlung in das 1er régiment de chevau-légers lanciers

- 12. Mai 1814: Nach der ersten Abdankung von Napoleon erfolgte die Umbenennung in „1er régiment de lanciers du Roi“

- 1815: Im Zuge der Herrschaft der Hundert Tage wieder in 1er régiment de chevau-légers lanciers umbenannt, danach aufgelöst

- 1815: als Régiment de dragons du Calvados (n°1) wieder aufgestellt
- 1825: Umbenennung in 1er régiment de dragons
- 1831: Umbenennung in 1er régiment de dragons d'Orléans
- 1848: Umbenennung in 1er régiment de dragons
- 1919: Aufgelöst
- 1924: Wieder aufgestellt als: 1er régiment de dragons
- 1929: Aufgelöst
- 1937: Wieder aufgestellt als: 1er bataillon de dragons portés
- 1940: Aufgelöst
- 1945: Wieder aufgestellt als: 1er régiment de dragons
- 1946: Aufgelöst
- 1951: Wieder aufgestellt als: 1er régiment de dragons
- 1962: Aufgelöst und mit Teilen in das 3e régiment de hussards eingegliedert
- 1963: Wieder aufgestellt als: 1er régiment de dragons
- 1997: Aufgelöst

### Guidons
Das Regiment führte vier Guidons aus blauer Seide mit einer goldenen Sonne und dem Devisenband des Königs im Zentrum. Die aufgestickten Lilien und die umlaufenden Fransen waren abwechselnd von Gold und Silber.

### Uniformierung im Ancien Régime

Uniformen
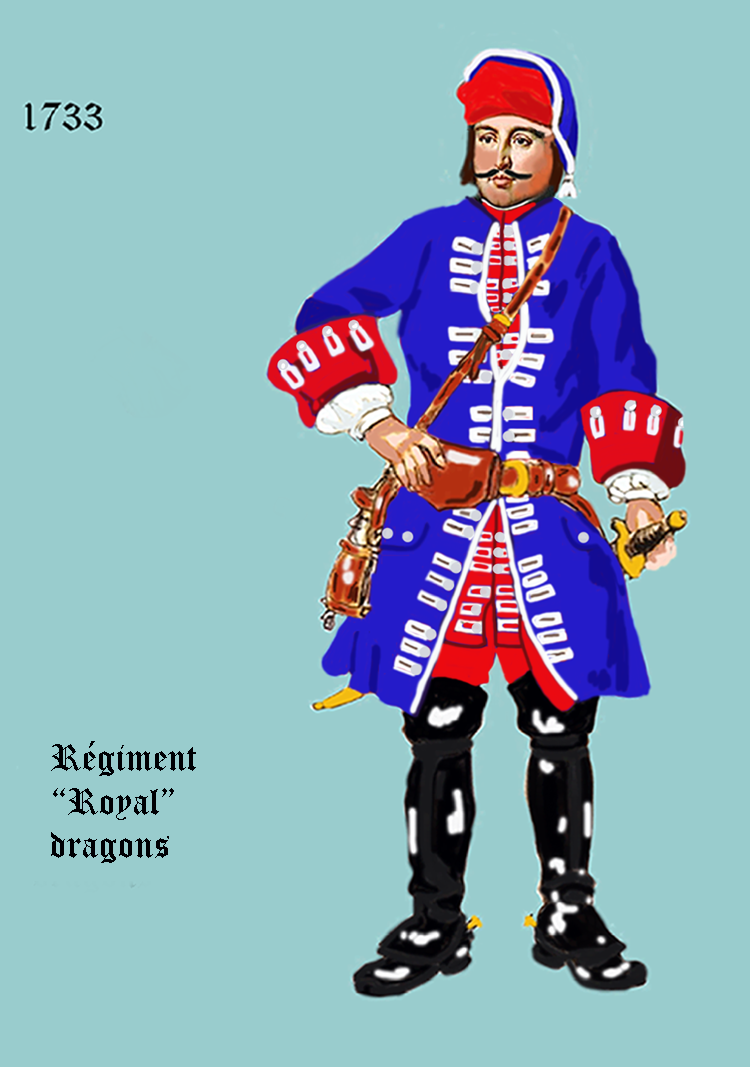
1740
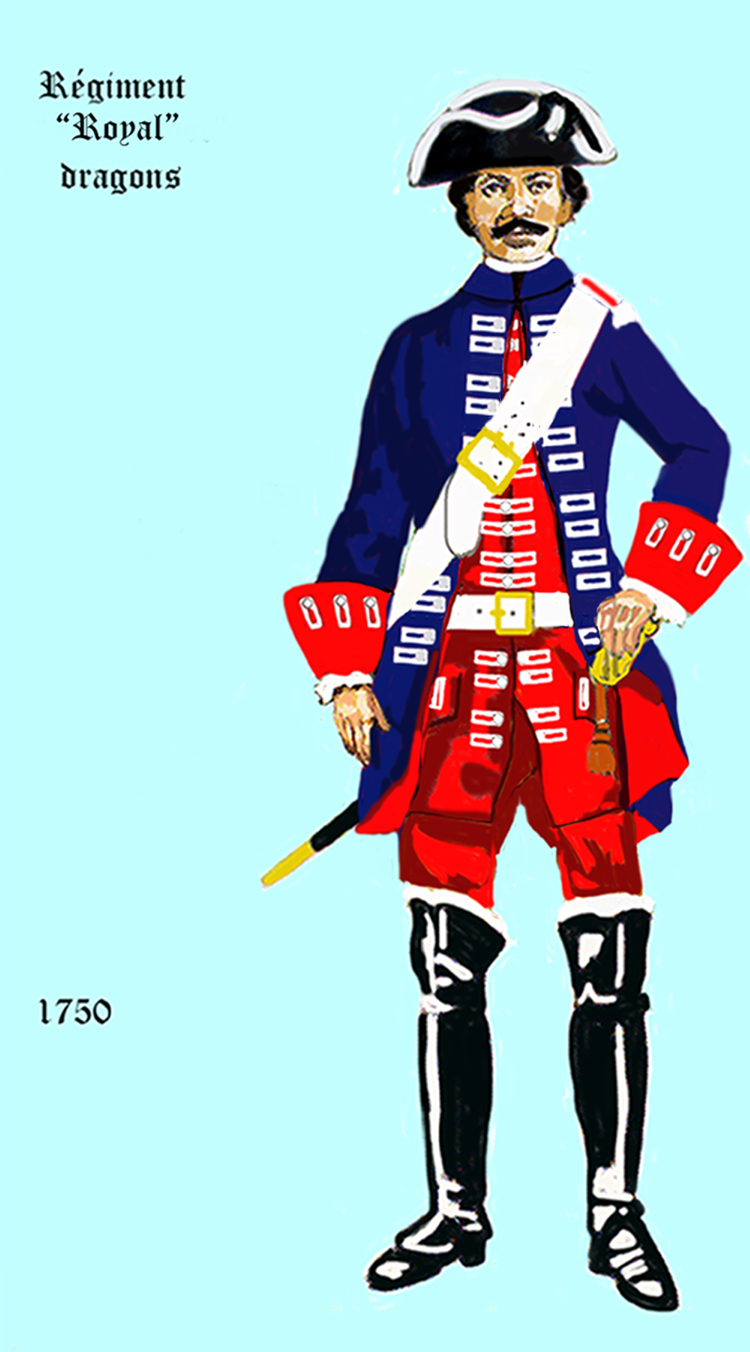
1750 bis 1762
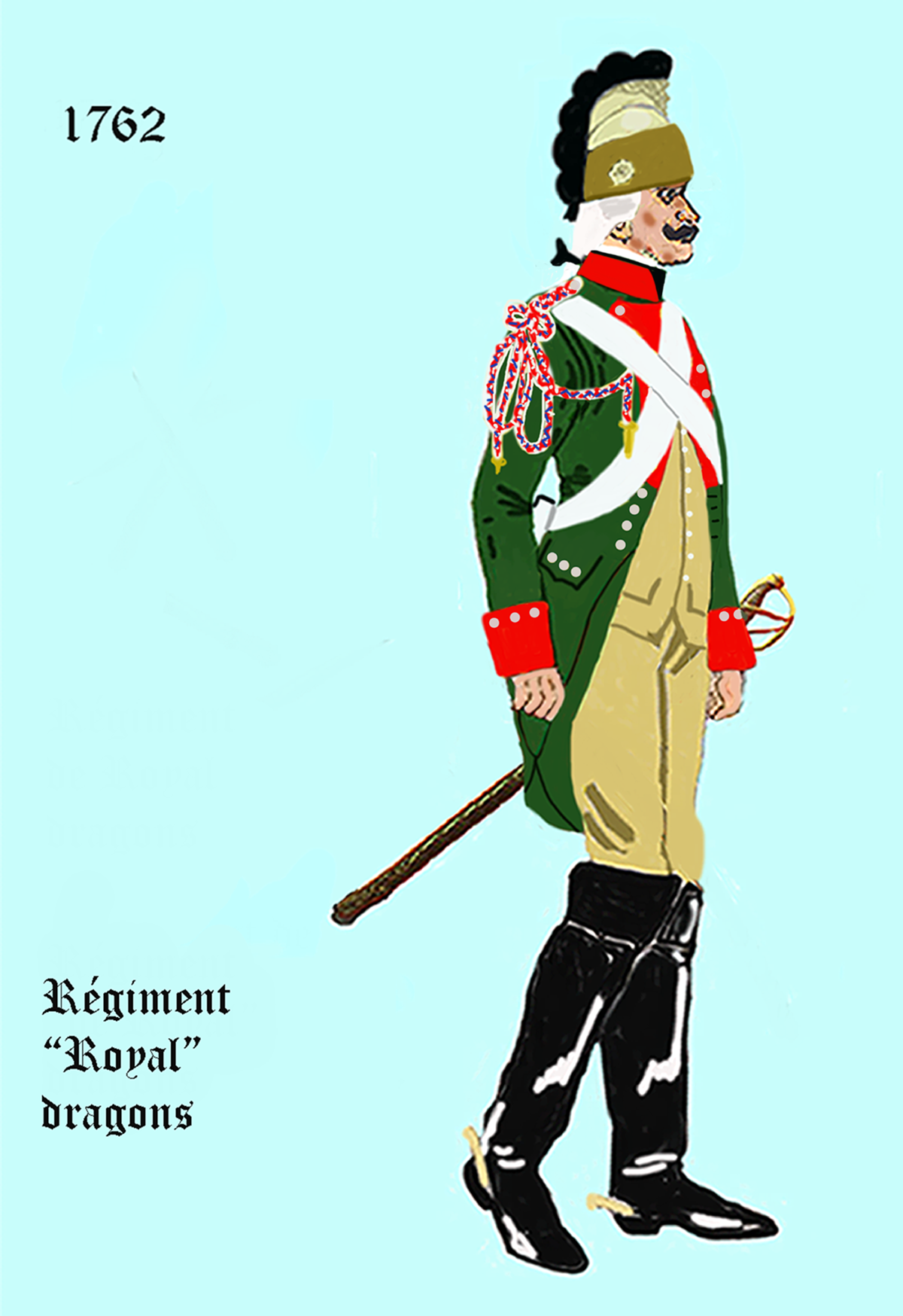
1762 bis 1763
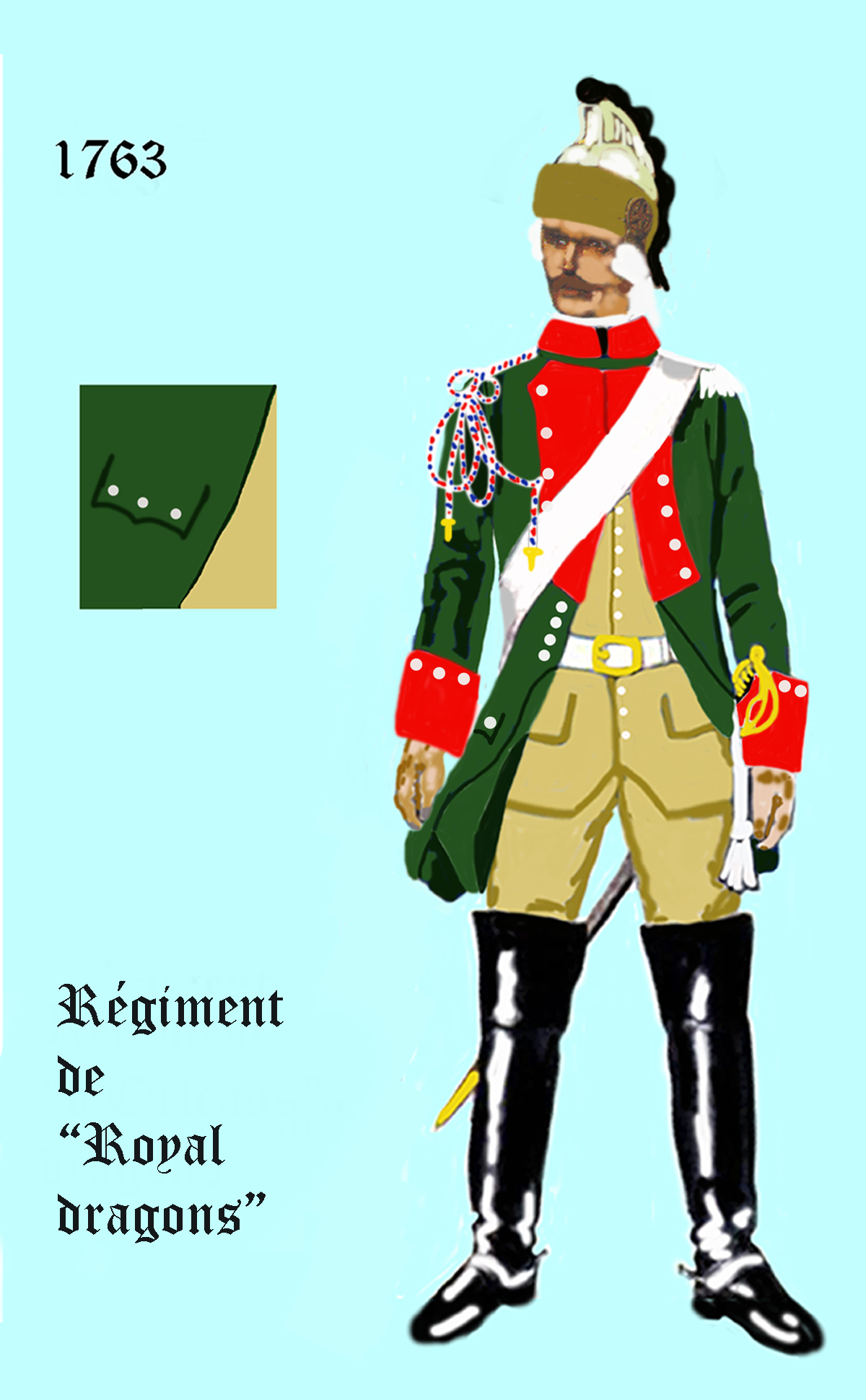
1763 bis 1776
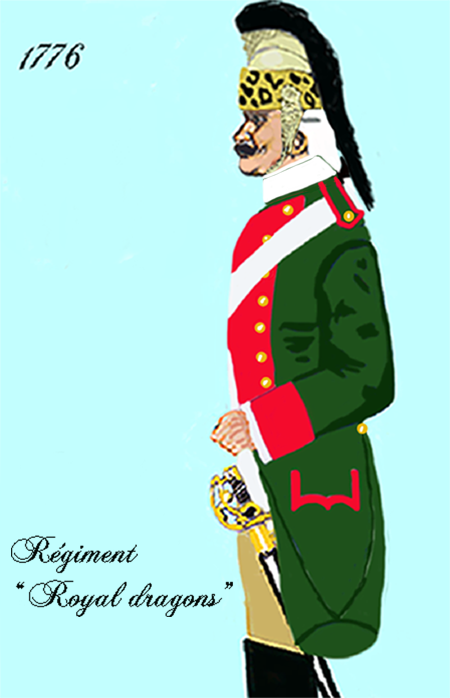
1776 bis 1779
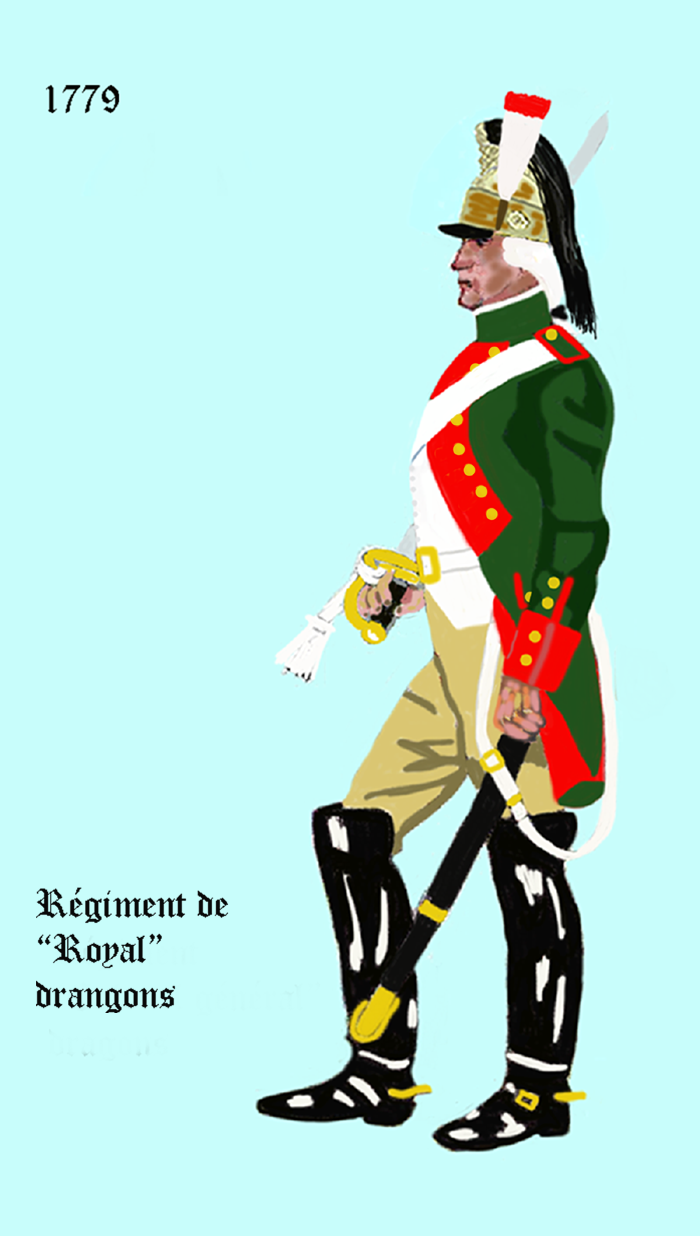
1779 bis 1786
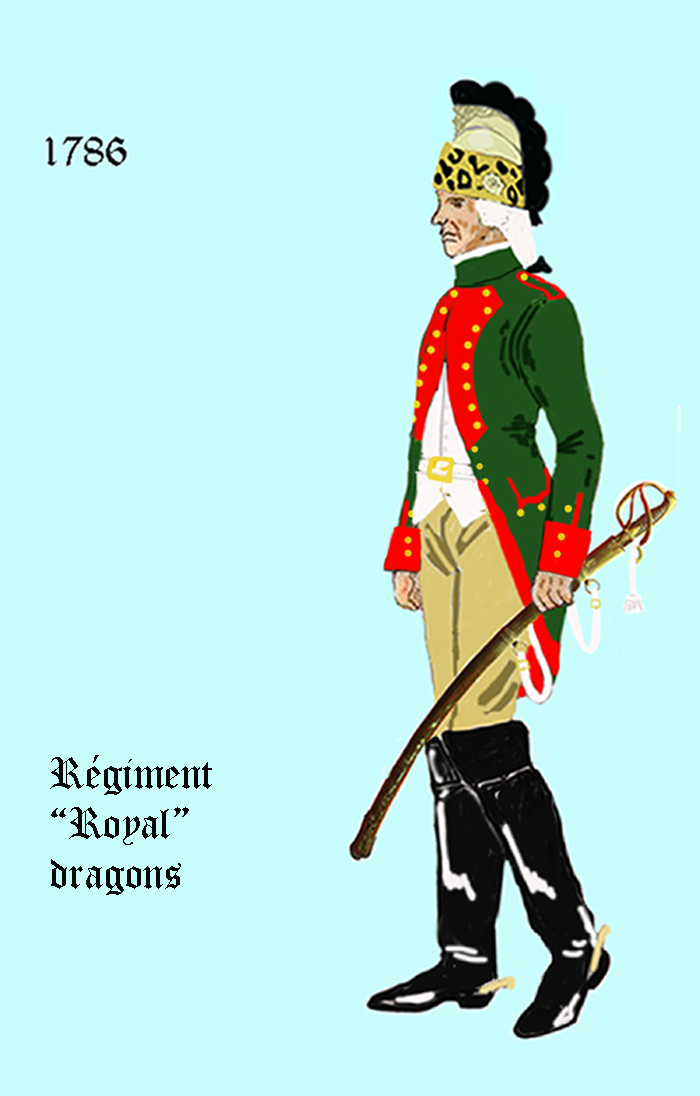
1786 bis 1791
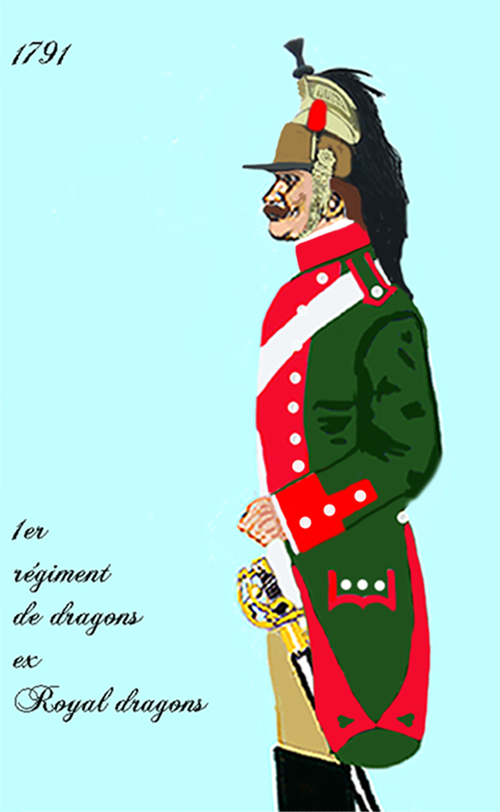
Ab 1791

Illustrationen von Vernet in der Serie « La grande armée de 1812 »
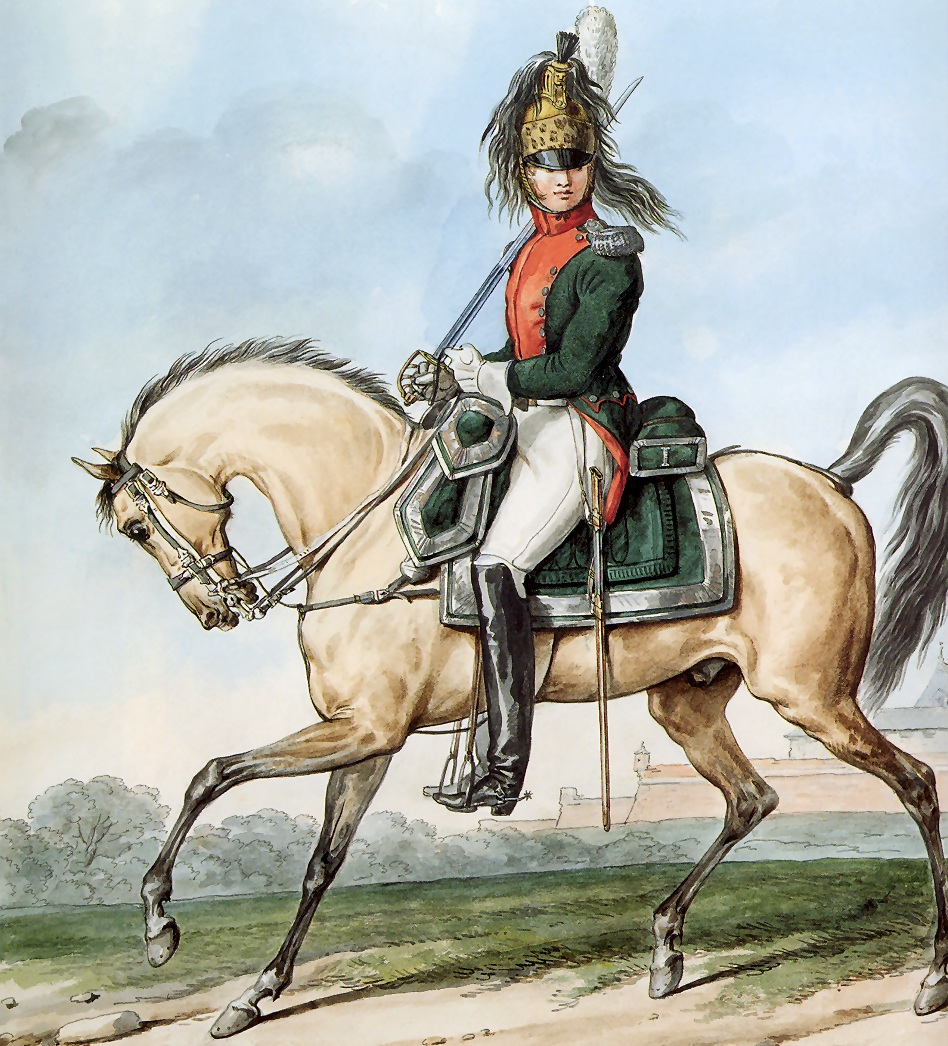
Colonel zu Pferd des 1er régiment de dragons
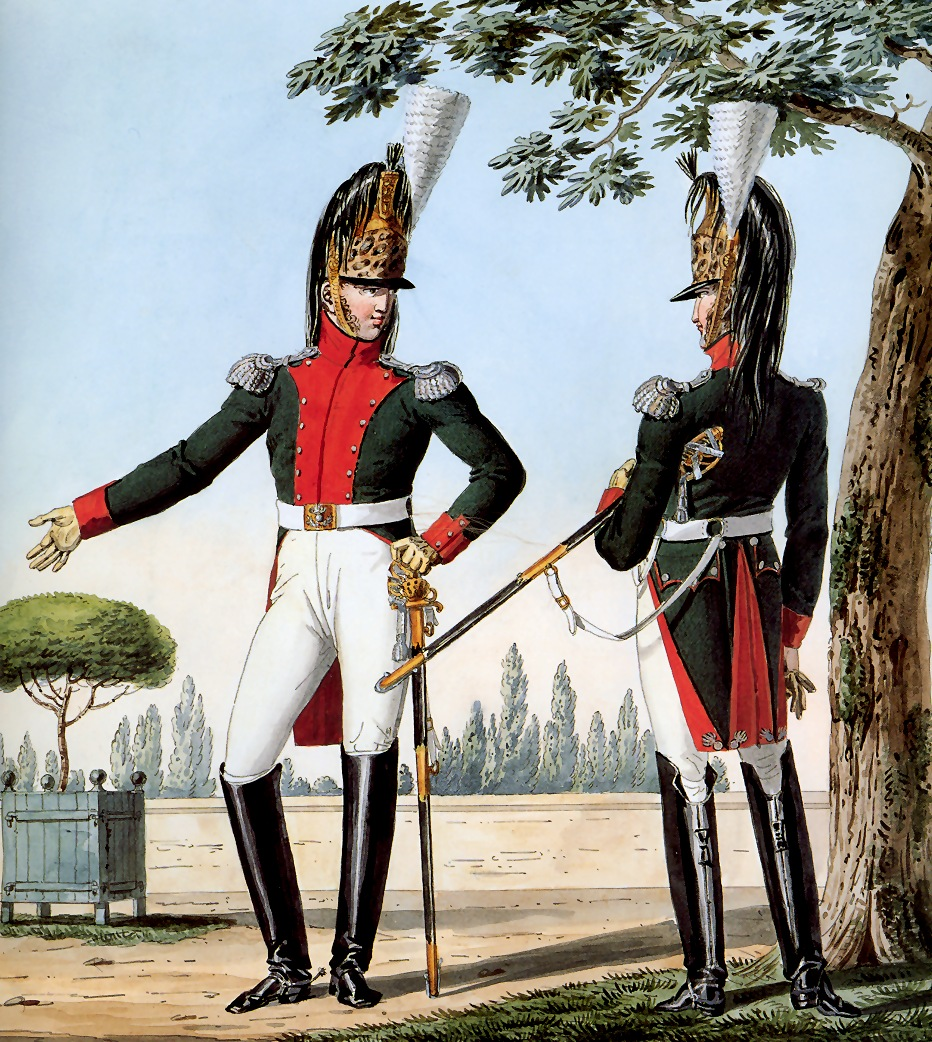
1er régiment de dragons
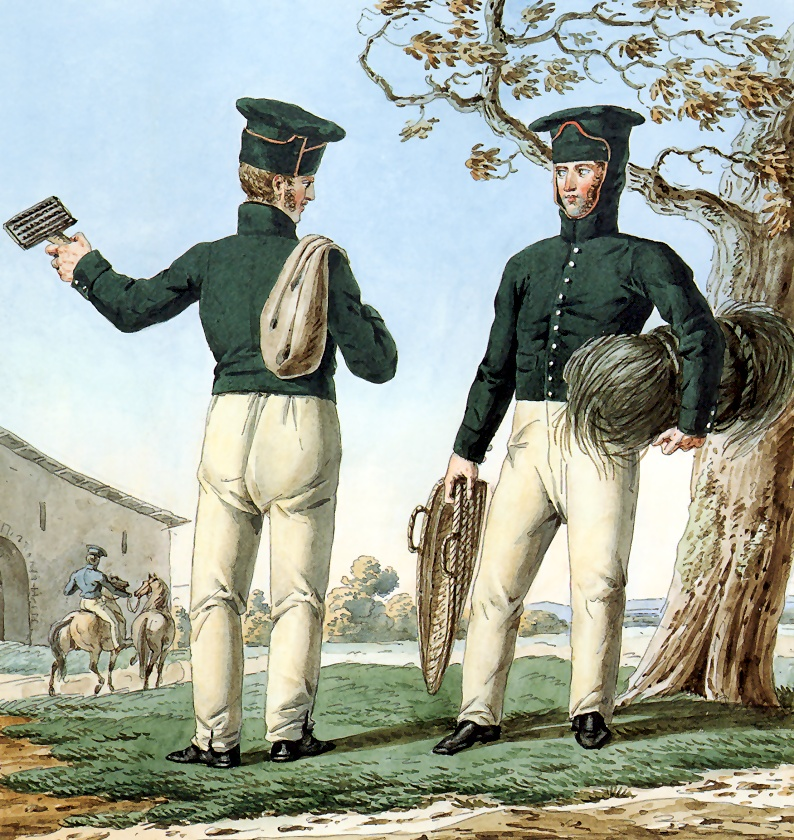
1er régiment de dragons

## Garnisonen
| I. | II. | III. |
| --- | --- | --- |
| - 1762: Lille. - 1763: Sens, Rennes, Nantes und Redon - 1764: Valenciennes - 1767: Abbeville und Avesnes - 1769: Joinville - 1770: Metz, Neubreisach - 1772: Niort - 1774: Sarrelouis - 1776: Vaucouleurs und Neufchâteau - 1777: Ardres und Guise - 1778: Camp de Vaussieux, dann in Ardres und Calais | - 1779: Pontivy und Lamballe - 1780: Lille - 1781: Maubeuge - 1782: Saint-Mihiel - 1787: Aire - 1788: Camp de Saint-Omer - Juli 1789 in Troyes, dann in Commercy - 1791: Strasbourg und Haguenau. - 1871 bis 1874: Fontainebleau - 1874 bis 1876: wechselnde Garnisonen | - 1876 bis 1891: Gray - 1891 bis 1896: Lure (Quartier Lassalle) - 1897 bis 1914: Joigny - 1914 bis 1919: Ersatzkader in Luçon und Les Sables-d’Olonne - 1924 bis 1929: Moulins - 1929 bis 1932: Versailles - 1932 bis 1936: Saint-Germain - 1936 bis 1939: Pontoise - 1945 bis 1946: Lunéville - 1951 bis 1962: Saumur - 1963 bis 1997: Lure |

## Regimentskommandanten
Mestre de camp war bis 1791 die Rangbezeichnung für den Regimentsinhaber und/oder den tatsächlichen Kommandanten eines Kavallerieregiments. (Von 1791 ab wurde der Rang Mestre de camp durch Colonel und dieser von 1793 bis 1803 durch Chef de brigade ersetzt. Danach hieß es wieder Colonel.) Sollte es sich bei dem Mestre de camp um eine Person des Hochadels handeln, die an der Führung des Regiments kein Interesse hatte (oder zu unerfahren war) so wurde das Kommando dem „Mestre de camp lieutenant“ (oder „Mestre de camp en second“) überlassen. Ab 1791 gab es keine Regimentsinhaber mehr.
| I. | II. | III. |
| --- | --- | --- |
| - 14. Juni 1656: Comte César degli Oddi - 1667: Antoine Nompar de Caumont, Marquis de Puyguilhem, dann Comte, dann Duc de Lauzun, Maréchal de camp 1663, Colonel général des dragons am 2. April 1668, Lieutenant général am 14. März 1670, Oberkommandierender der Armee am 1. Februar 1690, † 23. November 1723 - 2. April 1668: Charles de Bonvisy - 2. September 1669: Louis-François de Boufflers, Maréchal de France 1693 - 23. Mai 1679: Yves, Marquis d’Alègre, Maréchal de France 1724 - 27. April 1693: Louis Armand de Beautru, Comte de Nogent - 12. Mai 1704: Paul Édouard Colbert, Comte de Creuilly - 10. März 1734: André Hercule de Rosset de Rocozel, 1736 Duc de Fleury - 7. Juni 1744: N., Marquis de La Blache - 10. Juni 1757: Joseph Alexandre, Comte de La Blache - 1. Januar 1770: Charles Olivier de Saint-Georges, Marquis de Vérac - 2. Juli 1776: Armand Louis de Gontaut-Biron, Duc de Lauzun - 16. August 1778: Jean Armand Henri Alexandre, Marquis de Gontaut | - 10. März 1788: François Alexandre Antoine, Vicomte de Loménie de Brienne - 21. September 1788: Antoine Gabriel Clériadus, Duc de Choiseul-Stainville - 21. Oktober 1791: David Maurice de Barreau-Champoulies de Muratel - 13. September 1792: Louis de Tolozan - 8. März 1793: Louis Charles François Benoît du Blaisel - 21. März 1797: Jean-Baptiste Théodore Vialanes - 31. August 1803: Jean Thomas Arrighi de Casanova - 19. Juni 1806: Stanislas Marie Joseph Ignace Laurent d’Oullembourg - 5. April 1807: Paul Ferdinand Stanislas Dermoncourt - 5. August 1813: Jean-Baptiste Nicolas, Baron Jaquinot - 28. März 1815: N. Dubessy - 1815: Eugène d'Hautefeuille - 1819: Dérivaux - 1830: Puissant de Suzainnecourt - 1831: Thomas - 1832 Januar: Marie Louis Jules d'Y de Résigny - 1832: Duport de Saint-Victor | - 1868: Alphonse Benoît Forceville - 1871: Félix Eugène Letourneur - 1887: Étienne Teillard - 1893 bis 1896: Émile Darricau - 1896 bis 1901: Louis Benoit - 1907: du Bahuno de Liscoet - 1955: de Maupeou d'Ableiges H. - 1957: de Maupeou d'Ableiges L. - 1960: Agnès - 1963: Poirier - 1963: Chevant - 1965: O’Mahony - 1967: Dupont de Dinechin - 1969: Mehu - 1970: Doussau - 1973: Lecouffe - 1975: Fayolle - 1977: Roux - 1979: de Germay - 1981: Faure - 1983: Hussenot de Senonges - 1985: Ossent - 1987: Durand - 1989: Drion - 1991: Roumain de la Touche - 1993: Labarthe - 1995: Deschard |

## Gefechtskalender

### Kämpfe gegen den Aufstand der Fronde (1656 bis 1658)
Belagerung von Montmédy, von Saint-Venant, Ardres und Einnahme von La Mothe-aux-Bois.

### Französisch-Spanischer Krieg (1635–1659)
- 1646: Belagerung von Dünkirchen
- 1658: Schlacht in den Dünen, Belagerung von Dünkirchen

### Devolutionskrieg (1667 bis 1668)
- 1667: Belagerung von Douai, Courtrai und Lille
- 1668: Reduziert auf 12 Kompanien,  Teilnahme an der Einnahme von Besançon und Dole
- 1670: Als Teil der Okkupationstruppen in Lothringen, Einnahme von Épinal und Chasté.

### Holländischer Krieg (1672 bis 1679)
- 1674: Schlacht bei Enzheim und Gefecht bei Mülhausen
- 1675: Schlacht bei Türkheim, Kämpfe bei Altenheim, Einnahme von Haguenau und Saverne
- 1677: Belagerung und Einnahme von Freiburg
- 1678: Kämpfe an der Brücke von Rheinfelden, bei Säckingen, bei der Belagerung von Kehl und von Lichtenberg.
- 1679: Der Krieg endete für das Regiment mit dem Gefecht bei Minden.
- 1681 bis 1682: Im Feldlager an der Saar

### Reunionskrieg (1683 bis 1684)
- 1684: Belagerung von Luxemburg
- 1685: Im Feldlager an der Saône

### Pfälzischer Erbfolgekrieg (1689 bis 1698)
- 1689: Schlacht bei Walcourt.
- 1690: Schlacht bei Fleurus
- 1691: Belagerung von Mons, Gefecht bei Leuze
- 1692: Belagerung von Namur und Schlacht bei Steenkerke
- 1693 bis 1694: an der Mosel und am Rhein
- 1695: an der Maas
- 1696: bei der Flandernarmee
- 1697: Belagerung von Ath
- 1698: Im Feldlager von Compiègne.

### Spanischer Erbfolgekrieg (1701 bis 1713)
- 1701: bei der Flandernarmee.
- 1703: Gefecht bei Eckeren
- 1704: an der Mosel
- 1705: Kämpfe in Flandern
- 1706: Schlacht bei Ramillies
- 1708: Schlacht bei Oudenaarde
- 1709: Schlacht bei Malplaquet
- 1712: Rückeroberung von Douai und von Le Quesnoy
- 1713: Rückeroberung von Landau und Freiburg

### Polnischer Erbfolgekrieg (1734 bis 1735)
- 1734: Belagerung von Philippsburg und Gefecht bei Klausen
- 1736: Garnison in Maubeuge

### Österreichischer Erbfolgekrieg (1741 bis 1748)
- 1741: Einnahme von Prag, Gefechte bei Piseik, Sahay und Frauemberg, Verteidigung von Prag und Abzug am 22. August 1741.
- 1743: Schlacht bei Dettingen
- 1744: in Flandern, bei der Belagerung von  Menen, Ypern und Veurne.
- 1745: Schlacht bei Fontenoy und Gefechte bei Tournai, Oudenaarde, Termonde und Ath
- 1746: Einnahme von Brüssel und Antwerpen, Schlacht bei Raucoux
- 1747: Belagerung von Bergen op Zoom
- 1748: Belagerung von Maastricht

### Siebenjähriger Krieg (1756 bis 1763)
- 1756 bis 1760: Patrouillendienste in Flandern und dem Artois
- 1760: Gefechte bei Zierenberg und bei Korbach, Schlacht bei Warburg und Schlacht bei Kloster Kampen

Rückkehr nach Frankreich mit Garnison in Lille
- 1790: Niederschlagung der Meuterei in Nancy

### Kriege der Revolution und des Kaiserreichs
- 21. Juni 1791: Stationiert in Commercy war es an der Flucht von Ludwig XVI. beteiligt
- 1792: Bei der Rheinarme, der Zentrumsarme und bis 1794 bei der Moselarmee

Kanonade bei Valmy
Feldzug nach Trier
- 1794 bis 1797: bei der Armée de Sambre-et-Meuse
- 1794: Schlacht bei Fleurus und Schlacht bei Aldenhoven
- 1796: Schlacht um Würzburg
- 1797 bis 1799: Bei der Armee in Deutschland (vor Mainz, an der Donau und wieder am Rhein) Schlacht bei Stockach

18. April 1797: Gefecht bei Ukerath
Erste Schlacht um Zürich
- 2. Oktober 1799: Gefecht bei Muthental
- 1800 bis 1803: Bei der Italienarmee

Schlacht bei Marengo

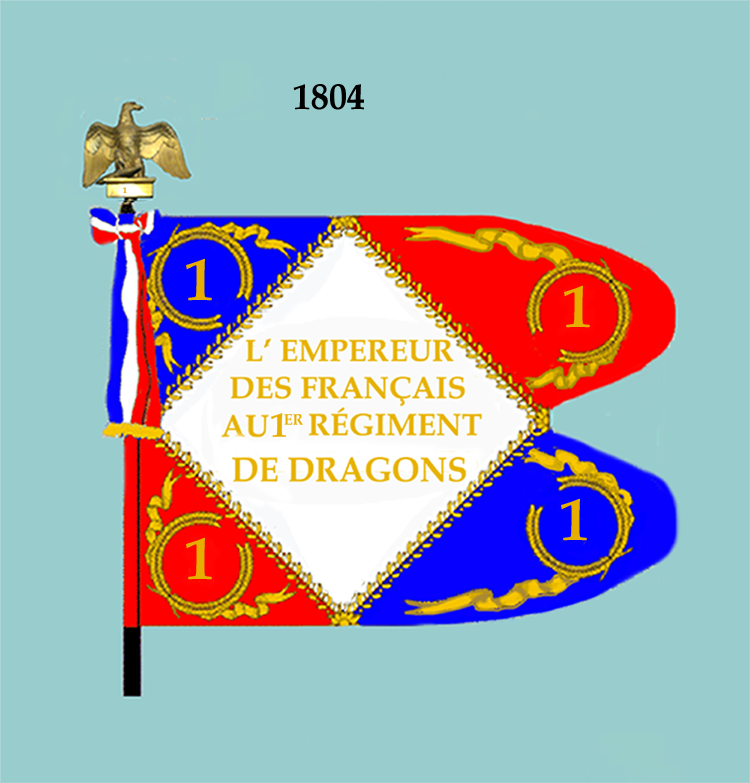
Standarte Modell 1804 Vorderseite
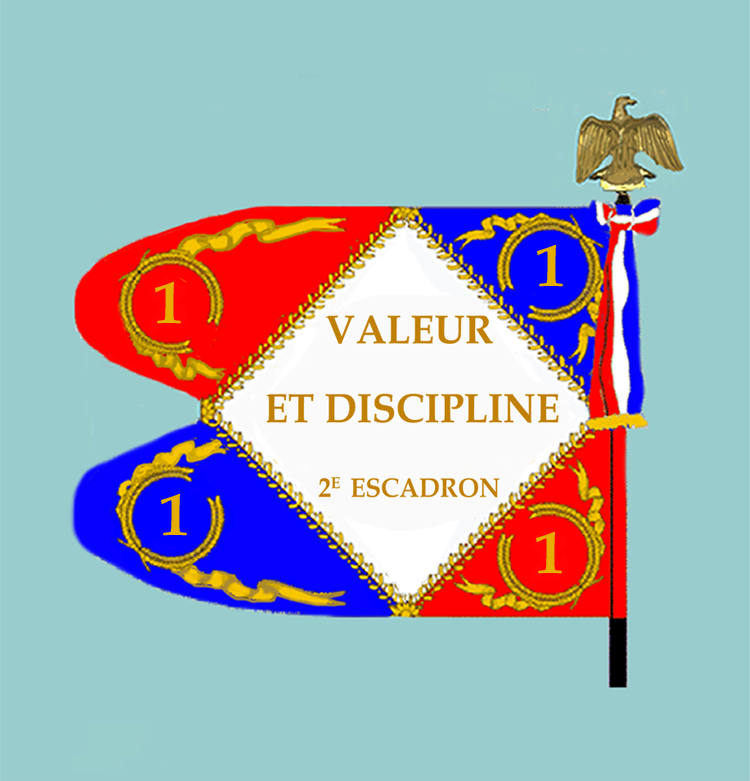
Standarte Modell 1804 Rückseite

- 1805 bis 1807: Bei der Grande Armée im Corps de cavalerie de réserve (Kavallerie-Reservekorps) und im Corps d’observation de la Gironde (Aufklärungskorps an der Gironde) – Feldzug nach Preußen und nach Polen

Schlacht bei Wertingen
Schlacht bei Ulm
Schlacht bei Austerlitz
Schlacht bei Jena
Schlacht bei Eylau
Schlacht bei Friedland
- 1808 bis 1811: Kämpfe in Spanien und Portugal (Spanischer Unabhängigkeitskrieg)

Einnahme von Madrid und Schlacht bei Talavera
- 1812: „Corps d’observation de l’Elbe“ (Aufklärungskorps an der Elbe) im „1er corps de cavalerie de réserve de la Grande Armée“ (1. Reserve-Kavalleriekorps der Grande Armée)
- Russlandfeldzug

Schlacht um Smolensk
Schlacht bei Borodino
- 1813: Schlacht bei Großgörschen, Schlacht bei Bautzen und Schlacht bei Reichenbach im  „1er corps de cavalerie de la Grande Armée“

Schlacht um Dresden, Völkerschlacht bei Leipzig, Schlacht bei Hanau, Schlacht bei Montmirail
- 1814: im „1er corps de cavalerie“
- 1815: Schlacht bei Waterloo

### Erster Weltkrieg
Mobilisierung des Regiments in Luçon
- Unterstellt der „9e brigade de dragons“ in der „9e division de cavalerie“ (August 1914 bis Mai 1916)
- Unterstellt dem  „39e corps d'armée“ von Mai 1916 bis Juli 1917

Schlacht an der Yser
Schlacht in der Picardie
Kämpfe in der Champagne 1918

### Zweiter Weltkrieg
- Kämpfe bei Hannut und in Nordfrankreich. Nach dem Waffenstillstand aufgelöst.

### Nach 1945

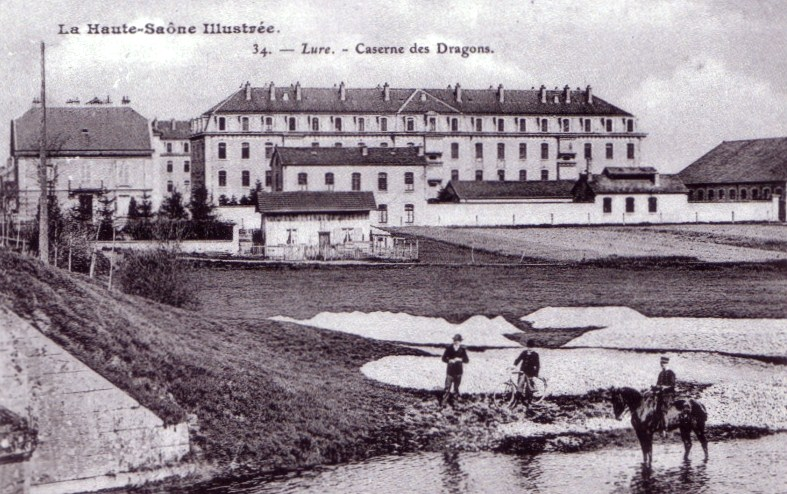
Postkarte der Kaserne in Lure

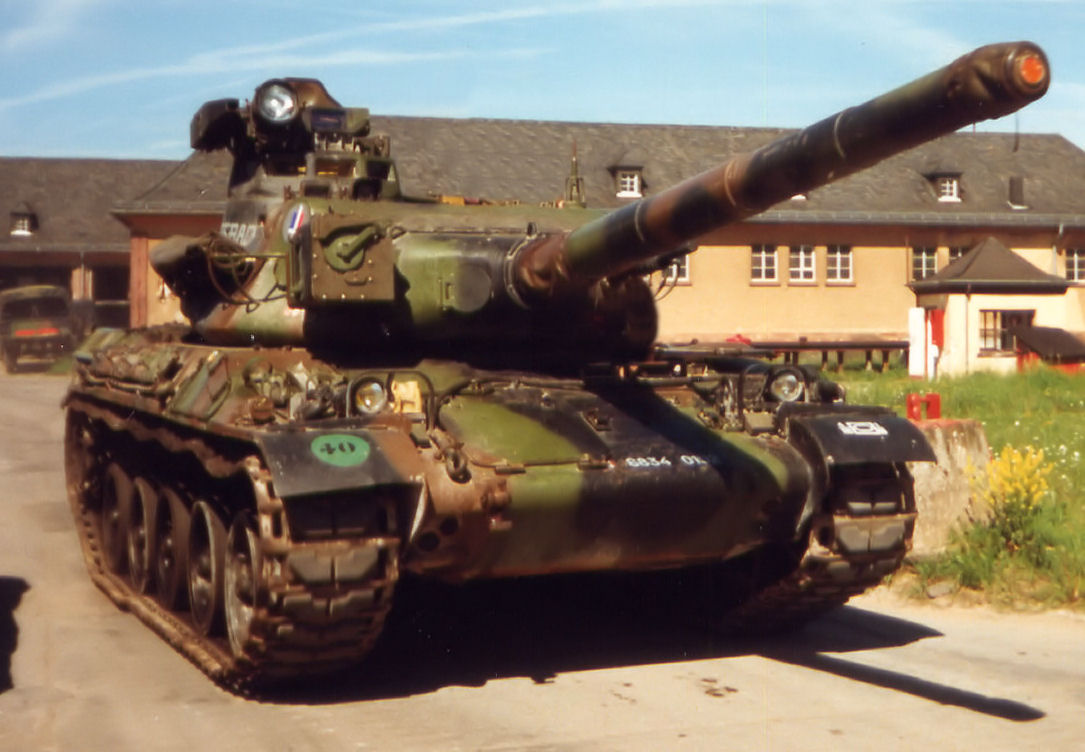
AMX-30

Bei seiner Auflösung 1997 bestand das Regiment aus:
drei Escadrons zu je vier Zügen mit je vier Kampfpanzer AMX 30B2 (mit Waffennstabilisierungsanlage) plus je Escadron ein Fahrzeug für den Capitaine commandant d’unité élémentaire, sowie ein Fahrzeug für den Regimentskommandanten – zusammen 52 Kampfpanzer und 12 Schützenpanzer AMX-10P
Jede der Escadronen verfügte über einen Sicherungszug.
- Dazu kamen:

die vierte Escadron (Escadron commando – Kommandokräfte) mit AMX-10P und einem Sicherungszug
die fünfte Escadron (Commandement et de logistique – ECL) Stabs- und Versorgungsescadron
die sechste Escadron (de défense et d’instruction – EDI) Abwehr- und Ausbildungsescadron

## Verbandsabzeichen
Unter dem Ancien Régime führten die Dragoner eine verkleinerte Standarte, die Guidon genannt wurde. Das Abzeichen des Regiments zeigt im Zentrum ein blaues Schild als Farbe der Dragoner, mit einer aufgelegten Königskrone, zwei Lilien und dem Namenszug von Louis XIV. dem es seine Existenz verdankt und der es 1678 mit dem Prädikat „Royal“ ehrte. Der Namenswechsel 1791 wird von der „1“ symbolisiert, die beiden Lanzen sollen auf das Jahr 1914 und der silberne Stern auf 1939 verweisen. Das Devisenband trägt die Inschrift:

## Inschriften auf der zuletzt geführten Standarte
In goldenen Lettern sind auf der Standarte die herausragenden Schlachten und Feldzüge aufgeführt, an denen das Regiment teilgenommen hat:
- Valmy 1792
- Marengo 1800
- Austerlitz 1805
- Iena 1806
- Friedland 1807
- L'Yser 1914
- Picardie 1918
- Champagne 1918

## Auszeichnungen
Das Fahnenband ist dekoriert mit:
- dem Croix de guerre 1914–1918 mit zwei Palmenzweigen, zwei vergoldeten Sternen und einem silbernen Stern (letzterer verliehen der 1er groupe de chasseurs cyclistes als temporär zugeteilter Verband);
- dem Croix de guerre 1939–1945 mit einem Palmenzweig;
- dem Croix de guerre (Belgien) mit einem Palmenzweig

- Die Angehörigen des Regiments tragen die Fourragère in den Farben des Croix de guerre 1914–1918.

## Besonderheiten
Im Jahre 1790 waren Teile des Regiments bei der Niederschlagung der Meuterei in Nancy eingesetzt.